# Julian Medyceusz (1453–1478)
Julian Medyceusz (wł. Giuliano de' Medici, ur. 28 października 1453 we Florencji, zm. 26 kwietnia 1478 tamże) – drugi syn Piotra Medyceusza „Podagryka” i Lukrecji Tornabuoni, wnuk Kosmy Medyceusza zwanego „Starszym”. Był bliskim współpracownikiem swego starszego brata Wawrzyńca, niekoronowanego władcy Florencji.
Interesował się sztuką, zamówił także parę własnych obrazów. Był bardzo przystojny i wysportowany. Został zamordowany we florenckiej katedrze Santa Maria del Fiore (Duomo) przez Franciszka Pazziego i Bernarda Bandiniego w czasie tzw. spisku Pazzich. Ugodzony kilkanaście razy sztyletem przez Bandiniego, zmarł natychmiast.
Jego kochanka urodziła mu nieślubnego syna-pogrobowca, który został później papieżem (Klemensem VII) i na cześć ojca nadała mu imię Julian. Julian starszy spoczywa u boku swego brata Wawrzyńca, w kaplicy Medyceuszów w kościele San Lorenzo we Florencji.